# Фокас, Димитриос
Димитриос Фокас  (греч. Δημήτριος Φωκάς; 1886, Афины — 1966) — греческий вице-адмирал и член Афинской академии наук.

## Биография
Родился в 1886 году в Афинах, в семье врача Герасима Фокаса.
Поступил в военно-морское училище, которое закончил в звании младшего лейтенанта в 1905 году. Был посвящён в офицерское движение 1909 года Военный совет.
Принял участие в Балканских войнах в звании лейтенанта, на борту Броненосца Идра, который участвовал в морских сражениях при Элли и Лемносе.
Во время Первой мировой войны был командиром морской базы Самоса, а затем принял участие в походе союзных войск Антанты на Украину.
Во время малоазийского похода греческой армии (Вторая греко-турецкая война) был командиром морской базы Хиоса. С этой позиции, как представитель ВМФ, вместе с Пластирасом и Гонатасом вошёл в революционный комитет который организовал революционное движение 11 сентября 1922 года, низвергшее правительство монархистов и короля Константина. Вышел из состава комитета несколькими неделями позже, по причине разногласий с радикальными офицерами.
В 1924 году возглавил генеральный штаб флота и, несколько позже, был назначен адъютантом президента Республики, адмирала Кунтуриотиса. Впоследствии был назначен военно-морским атташе в посольства в Лондоне и в Париже. Был списан из флота в 1935 году в звании контр-адмирала после военного движения Венизелоса, в котором однако он непосредственного участия не принимал.
После чего стал директором греческого отделения Красного креста Почётное звание вице-адмирала получил в 1943 году.
Был снова призван на флот в 1946 году как руководитель греческой военной миссии в Германии. Фокас постоянно занимался исследованием истории греческого ВМФ и по его инициативе в годы оккупации были спасены значительные архивы. В 1951 году был отозван в последний раз и ему было поручено написание морской истории Второй мировой войны, которую он издал 2 годами позже под заголовком Доклад о операциях Королевского флота Греции в войну 1940—1944. Афинская академия наук наградила его за эту работу. Кроме этого Фокас написал исторические труды Хроника греческого Королевского флота 1833—1873 (1923) и др. В 1960 году он был избран членом Афинской академии наук. Кроме этого Фокас был первым редактором журнала Морское обозрение, был членом Афинского клуба а также меценатом Афинской академии и морского госпиталя Афин.
Умер в 1966 году в Афинах.